# Andrew Gabel
Andrew Gabel (n. 23 decembrie 1964, Chicago, Illinois, SUA) este un sportiv ce a reprezentat Statele Unite ale Americii, medaliat olimpic. A participat la o ediție a Jocurilor Olimpice (1994) în care a câștigat o medalie de argint.

## Participări
Lista de mai jos prezintă principalele competiții la care a participat Andrew Gabel de-a lungul carierei.
- short track speed skating at the 1994 Winter Olympics – men's 5000 metre relay[*]